# Paula Patton
Paula Patton, född 5 december 1975 i Los Angeles, Kalifornien, är en amerikansk skådespelare.

## Biografi
Patton föddes i Los Angeles, Kalifornien. Hon gick skolan i Hamilton High School och sedan började college vid UC Berkeley där hon överfördes till USC Film Skolan efter sitt första år och tog examen med Cum Laude. Strax efter examen fick hon uppdraget att under tre månader göra dokumentärer för PBS. Senare arbetade hon för Discovery Health Channel som producent för showen medicinska Diaries. Hon har medverkat i filmen Hitch med skådespelaren Will Smith och Eva Mendes. Pattons stora genombrott kom 2006 när hon fick sin stora roll som Claire Kuchever i science fiction-thrillern Déjà Vu, med Denzel Washington som Agent Douglas Carlin.
Mellan 2005 och 2015 var hon gift med sångaren och låtskrivaren Robin Thicke.

## Filmografi i urval
- 2005 – London
- 2005 – Hitch
- 2006 – Idlewild
- 2006 – Deja Vu
- 2008 – Mirrors
- 2008 – Swing Vote
- 2009 – Precious
- 2010 – Just Wright
- 2011 – Jumping the Broom
- 2011 – Mission: Impossible – Ghost Protocol
- 2012 – Disconnect
- 2013 – 2 Guns
- 2013 – Baggage Claim
- 2014 – About Last Night
- 2015 – Runner
- 2016 – The Perfect Match
- 2016 – Warcraft: The Beginning